# Amblymora pseudoconferta
Amblymora pseudoconferta är en skalbaggsart som beskrevs av Stefan von Breuning 1939. Amblymora pseudoconferta ingår i släktet Amblymora och familjen långhorningar.
Artens utbredningsområde är Sulawesi. Inga underarter finns listade i Catalogue of Life.